# Uberlândia Esporte Clube
Uberlândia Esporte Clube (cujo acrônimo é UEC) é uma agremiação esportiva da cidade de Uberlândia, no Estado de Minas Gerais no triângulo mineiro, fundada em 1 de novembro de 1922. As cores tradicionais do clube são o verde e branco.
É um dos mais tradicionais times do estado de Minas Gerais e um dos poucos do interior mineiro que faziam frente aos grandes times da capital, Cruzeiro Esporte Clube e Clube Atlético Mineiro. Por décadas, o time foi um encalço aos times da capital, porém, nunca se sagrou campeão mineiro.
O time mandava seus jogos no Estádio Juca Ribeiro — hoje inexistente. A atual casa do time, onde impõe seu mando de jogo, é o Estádio Parque do Sabiá, que foi inaugurado na década de 1980, palco de grandes jogos do time da cidade de Uberlândia, inclusive da final da Taça CBF (atual Série B do Brasileiro) de 1984, da qual o UEC foi campeão Para Cima do Clube do Remo.
O auge do sucesso do Uberlândia Esporte Clube se deu nos Campeonatos Brasileiros dos anos 1970 e 1980, se tornando o primeiro clube de futebol, com exceção dos grandes da capital, a conquistar um título de nível nacional. Os principais títulos do UEC são a Taça CBF de 1984, a Taça Minas Gerais de 2003 e os títulos do Campeonato Mineiro de Futebol Módulo II de 1999 e 2015. Além do Troféu Inconfidência de 2020. O maior e mais tradicional adversário do Uberlândia Esporte Clube é o Uberaba Sport Club. Juntos, os dois fazem o clássico de maior rivalidade do interior de Minas Gerais, o clássico do Triângulo.

## História

### Fundação
O Uberlândia Esporte Clube foi fundado em 1922, quando o município de Uberlândia ainda era conhecido como Uberabinha. Na década de 1920, a cidade era comandada e rivalizada politicamente por dois grupos. Cada grupo possuía sua própria banda e se revezavam na abertura dos jogos de futebol que aconteciam na cidade. O Partido Republicano Municipal possuía a banda denominada “Cocão” e o Partido Republicano Mineiro era representado pelos “Coiós”; possuíam entre si um acordo de revezamento. Em um importante jogo realizado no Campo da Associação Esportiva de Uberabinha, a banda “Cocão” decidiu, por ser a proprietária do campo, romper o acordo de revezamento e então os Coiós se retiraram do campo. O empresário Agenor Bino juntamente com seu amigo — o também empresário, político e dono de terras — Gil Alves dos Santos reuniram-se com os demais membros do Partido Republicano Mineiro, na Vila Operária, para a criação de um novo time de futebol. Gil Alves "cedeu", por um valor simbólico, o terreno onde, anos mais tarde, seria o Estádio Juca Ribeiro. Desta forma, foi fundado oficialmente, no dia 1 de Novembro de 1922, o Uberabinha Sport Clube que, em breve, mudaria seu nome juntamente com a cidade para Uberlândia Esporte Clube.

### 1922 a 1969: As primeiras competições
Depois da sua fundação, o Uberlândia Esporte começou a representar a cidade em torneios e jogos realizados no Triângulo Mineiro. Durante anos, viveu ainda como um time subprofissional e, com o passar das décadas, foi ganhando seu espaço no estado de Minas Gerais. Como as competições mineiras, naquela época, ainda eram restritas à região de Belo Horizonte, eram raras as participações de times do interior do estado.
Em 1961, criou-se a Primeira Divisão de Profissionais que, apesar do nome, era a segunda divisão do Campeonato Mineiro (a divisão principal chamava-se Divisão Extra). Vinte equipes participaram da competição, marcando suas estreias em um campeonato oficial do estado de Minas Gerais. O Uberlândia Esporte ficou em 2º colocado da Zona Triângulo A e não avançou para a próxima fase. Terminou em 5º colocado na classificação geral.
Na Primeira Divisão de Profissionais de 1962, o Uberlândia Esporte fez uma primeira fase praticamente impecável — venceu 13 de seus 16 jogos. Ao fim da primeira fase, o Uberlândia Esporte e o time da cidade vizinha, o Araguari Atlético Clube, ficaram empatados em números de pontos, sendo necessário o jogo de desempate. Na regra "melhor de três", o Uberlândia Esporte foi melhor: duas vitórias e um empate. Assim, chegou à partida final contra o Palmeirense, de Ponte Nova. O Uberlândia Esporte Clube venceu ambos os jogos — o primeiro, em casa, por 2 a 1, e o último, fora de casa, por 2 a 0 —, conquistando seu primeiro título oficial e garantindo vaga, pela primeira vez, na elite estadual.
Em 1963 o Uberlândia Esporte estreou na elite mineira (Campeonato Mineiro de Futebol de 1963 - Divisão Extra). O primeiro jogo foi um empate com o Uberaba Sport Club e, por fim, o time encerrou a competição em 8º lugar, fazendo uma campanha razoável. Alguns feitos memoráveis deste campeonato foram as vitórias do time do interior sobre o Cruzeiro, por 2 a 0, e sobre o Villa Nova, por 4 a 1. O jogador "Fazendeiro" do Uberlândia Esporte foi o artilheiro da competição, juntamente com o jogador Villadonega, do Atlético-MG, com 12 gols cada.
Em 1964, em sua segunda participação na elite do Mineiro, o Uberlândia Esporte Clube ficou apenas com a 10ª colocação — venceu apenas 5 dos 22 jogos que disputou — com destaque aos empates com o Atlético Mineiro e Cruzeiro, ambos por 1 a 1, e às goleadas aplicadas sobre o Guarani de Divinópolis, por 6 a 0, e Pedro Leopoldo, por 5 a 0 Em 1965, o Uberlândia Esporte repetiu as doses de 1964 e não foi bem no campeonato. Terminou em 11º colocado — venceu apenas 5 jogos — com destaque à goleada, por 7 a 0, sobre o Guarani de Divinópolis.
No ano de 1966 o Uberlândia Esporte Clube melhorou seus rendimentos e terminou o campeonato na sétima colocação com 7 vitórias, 7 derrotas e 8 empates, sendo notórios os empates com o América Futebol Clube e Atlético Mineiro e, também, a goleada por 4 a 0, sobre o Democrata de Sete Lagoas. Em 1967, o UEC terminou o campeonato na décima colocação, com vitórias notáveis sobre o Villa Nova, por 3 a 0 — fora de casa —, e uma goleada, por 5 a 1, sobre o Democrata de Sete Lagoas.
O ano de 1968 foi mágico para o Uberlândia Esporte. O time ficou entre os três melhores do estadual e conquistou o título de Campeão Mineiro do Interior pela primeira vez. A equipe venceu 10 jogos, empatou 7 e perdeu apenas 5. Ressaltando algumas vitórias, estas foram sobre o América (2 a 0 e 1 a 0), Uberaba (2 a 1 e 3 a 2) e, fora de casa, contra o Atlético Mineiro, por 2 a 1. Em 1969, a equipe terminou na sétima colocação com uma campanha de altos e baixos.

### 1970 a 1979: Campeão do interior e estréia no Brasileirão
O ano de 1970 novamente foi um ano mágico para o time do Triângulo Mineiro. O UEC terminou em quarto lugar e conquistou o seu segundo título de Campeão do Interior. Em 1971, o time terminou apenas na sétima colocação do estadual, atrás do arquirrival Uberaba, porém, a equipe foi vice-campeã da Taça Belo Horizonte.
As competições de 1972, 1973 e 1974 marcaram uma época sem muito brilho para o Verdão, tendo terminado o campeonato na 8ª colocação, em 1972, e apenas na 11ª colocação nas duas edições seguintes. Os anos posteriores também não foram os melhores: derrotas e eliminações precoces marcaram o Uberlândia Esporte Clube até o ano de 1977.
Ao final do ano de 1978, o time do Uberlândia Esporte encontrava-se em 10º lugar no Campeonato Mineiro. No entanto, a primeira participação de uma competição oficial, de nível nacional, foi a maior marca do time. O UEC estreou na Série A do Campeonato Brasileiro, em um grupo repleto de times do Nordeste e de Minas. Terminou a primeira fase em 12º colocado e não avançou no torneio, sendo o Guarani, de Campinas, o campeão brasileiro daquele ano.
O ano de 1979 foi um ano de conquistas do Uberlândia Esporte Clube. O time terminou em quarto lugar no estadual e garantiu o título de Campeão do Interior, além de uma vaga na Taça CBF para o ano seguinte. No Campeonato Brasileiro, a equipe avançou até a terceira fase da competição e terminou em nono lugar no quadro geral do Brasileiro de 1979 — até hoje, sua melhor colocação na elite nacional. A equipe disputou a primeira fase com times do Maranhão, Piauí, Pernambuco e Minas Gerais. Na segunda fase, o UEC conseguiu se classificar para a terceira etapa, deixando times como o Fluminense-RJ, Vila Nova-GO e o Maranhão para trás na competição. Na terceira fase, a equipe foi eliminada após duas derrotas diante o Vasco da Gama-RJ e o Operário-MT.

### 1980 a 1983: Taça de Prata 1980 e Mineiro de 1983
No ano de 1980 o Uberlândia Esporte não teve uma boa atuação no Campeonato Mineiro. Dos seis jogos que havia disputado, perdeu quatro, empatou um jogo, e venceu apenas um, sendo eliminado na primeira fase da competição. Porém, na Série B do Campeonato Brasileiro, o UEC, que foi colocado no Grupo E, ao lado de equipes como América-MG, Goiás, Comercial-MT e Rio Branco-ES, avançou, em primeiro colocado, para a primeira fase do campeonato. Na segunda fase da competição, as equipes campeãs de cada grupo foram sorteadas em quatro chaves, com em jogos de ida e volta. Os vencedores no agregado avançariam para a Série A de 1980. Nesta fase, o Uberlândia Esporte Clube venceu o primeiro jogo diante o Bangu, por 2 a 0, mas no jogo de volta perdeu por 4 a 0, permanecendo assim na disputa pelo título da Série B. Na terceira fase, o UEC ficou em um grupo com CSA-AL, Comercial-SP, Tuna Luso-PA e Caxias-RS; a equipe terminou na última colocação com apenas uma vitória e terminou o Campeonato da Série B em apenas no 12º lugar.
Nos anos de 1981 e 1982, o Uberlândia Esporte participou apenas de campeonatos mineiros. Afastado do Campeonato Brasileiro, o UEC teve que se contentar apenas com uma nona colocação e um quinto lugar, respectivamente.
Em 1983, o Uberlândia Esporte foi campeão do Torneio Início de Minas Gerais, em pleno estádio do Mineirão, sobre a equipe do Villa Nova. Já na Taça Governador do Estado de Minas Gerais, o Uberlândia terminou a primeira fase da competição em quarto lugar. Pela segunda fase na Taça Minas Gerais, de 1983, a equipe terminou em 5º lugar do campeonato, ficando apenas atrás do América, Cruzeiro, Atlético Mineiro e Valeriodoce. Na fase final, o Uberlândia Esporte Clube venceu jogos considerados difíceis e terminou em quarto lugar na classificação geral do Campeonato. Assim, garantiu seu terceiro título de Campeão do Interior e uma vaga na Taça CBF de 1984.

### 1984: Campeão Taça de Prata de 1984
O ano era 1984, um ano marcado na história de qualquer torcedor uberlandense, um ano onde o Furacão da Mogiana foi apenas o nono colocado no Campeonato Mineiro, porém, consagrado com a maior conquista de um time do interior mineiro. A Taça de Prata de 1984 começou no dia 25 de fevereiro para 32 equipes dividas em um chaveamento de mata-mata com jogos de ida e volta.

#### Rivalidades definem um futuro
Em 1984, a Taça de Prata foi disputada em sua primeira fase no sistema de seletiva regionalizada. Na competição seletiva o Uberlândia Esporte enfrentou o Nacional de Uberaba, Guarani de Divinópolis e Uberaba Sport. O Verdão sagrou-se campeão do torneio seletivo com 6 jogos, 5 vitórias, 1 derrota e 10 pontos – naquela época o time vencedor da partida ganhava dois pontos. Marcou 13 gols e sofreu 4. Após a seletiva, o UEC disputou uma final contra o campeão da outra chave, o América-MG, e perdeu na disputa por pênaltis. No entanto, a vaga na Taça de Prata já estava garantida aos dois times.

#### Rumos de uma conquista
Já na disputa da Taça de Prata, como perdeu para o América, o UEC enfrentou na primeira fase o Nacional de Itumbiara (GO). No primeiro jogo, no Estádio do Parque do Sabiá, em 26 de fevereiro de 1984, o Verdão venceu por 3 a 0. No jogo de volta, dia 28, perdeu por 2 a 1, única derrota na Taça de Prata, mas avançou pela soma das duas partidas. Pelas oitavas de final da Taça de Prata, o primeiro adversário foi o Guarani, de Campinas, time que tinha Neto e Wilson Gotardo e ainda carregava a fama do título do Brasileiro de 1978. No Estádio do Parque do Sabiá, no dia 2 de março, o Uberlândia Esporte empatou por 0 a 0. No jogo de volta, dia 11 de março, o Uberlândia venceu por 1 a 0 — gol de Zé Carlos — e se classificou para a fase seguinte.

#### De volta a Itumbiara
Após eliminar o Nacional-GO na primeira fase da competição, o Uberlândia Esporte novamente jogou contra uma equipe do estado vizinho, na mesma cidade. Pela quartas de final, o UEC enfrentou o Itumbiara. Fora de casa, o Verdão venceu por 2 a 1, no dia 15 de março. No jogo de volta, em casa, empatou por 1 a 1, no dia 17 de março, e garantiu o acesso à semifinal.

#### Revanche honrosa
Após a equipe avançar diante a fortíssima equipe do Guarani de Campinas e eliminar o Itumbiara, O Uberlândia teria de disputar a semifinal diante uma equipe que estava engasgada na garganta dos uberlandenses, o Botafogo-PB. O jogo era visto como uma revanche devido a goleada que o time paraibano conquistou sobre o Uberlândia no placar de 6 a 0 no Campeonato Brasileiro de 1978. No jogo de ida na Paraíba uma goleada incrível por 4 a 0 e no jogo de volta no Parque do Sabiá outra vitória por 2 a 0; Uberlândia classificado para a grande final e uma euforia tomava conta da cidade.

#### Dramático
Ao eliminar o Botafogo (PB), o Verdão se credenciou a fazer a grande decisão. Era um momento histórico, já que pela primeira vez na história, o time decidiria uma competição de nível nacional. Além disso, o título colocaria a equipe na Taça de Ouro (Série A do Brasileiro) naquele mesmo ano.
Na partida de ida, no Parque do Sabiá, com o apoio de cerca de 15 mil torcedores nas arquibancadas e outros milhares que preferiram ficar em casa e acompanhar pelo rádio, Uberlândia Esporte e Clube do Remo, o outro finalista, fizeram um jogo truncado, de poucas oportunidades de gols.
Vencer o Remo naquela tarde era fundamental para que o sonho do título continuasse vivo. 

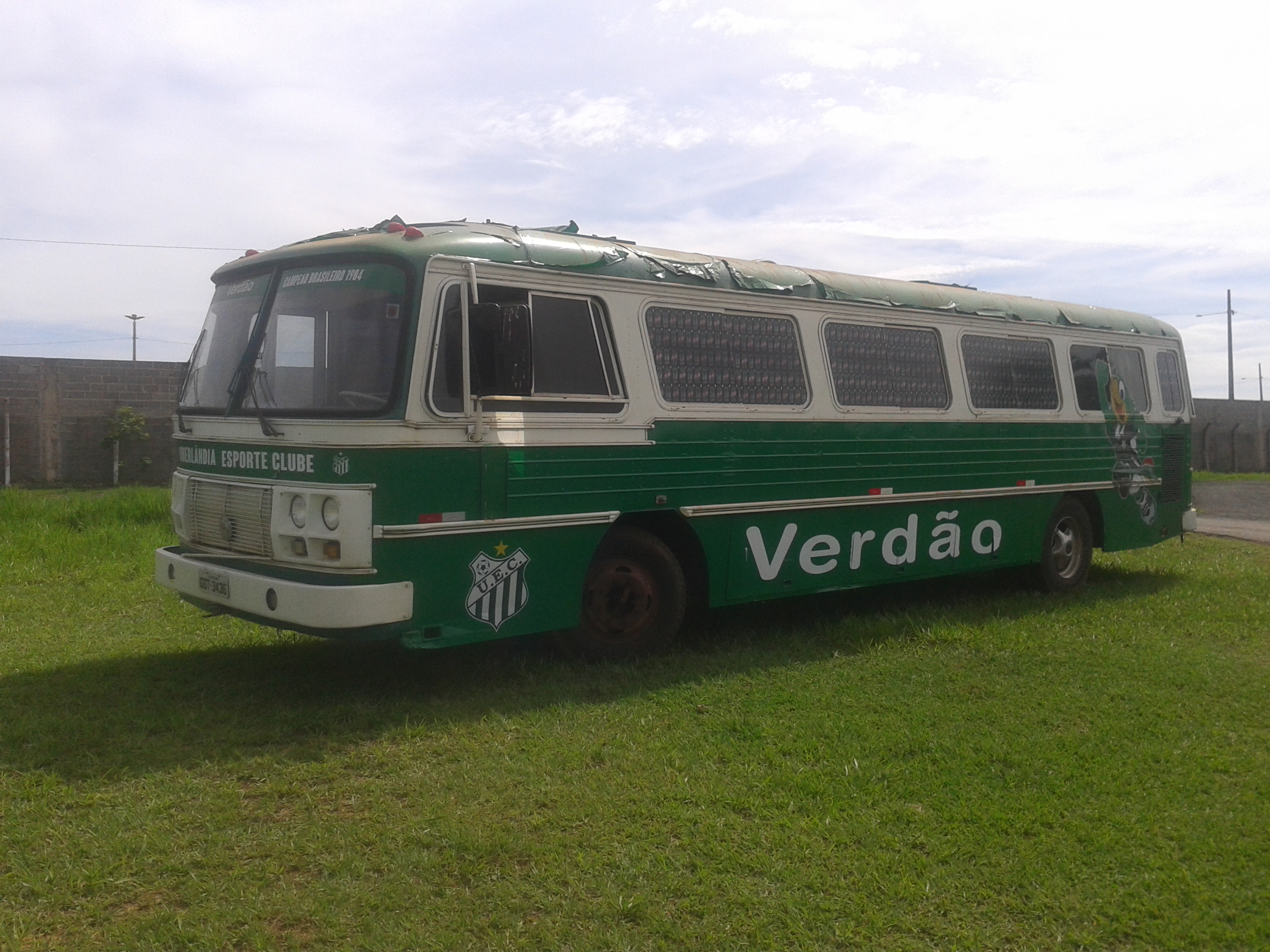
Famoso Urutu, responsável por carregar o time.

E foi sob os olhares aflitos, seguido por uma emoção de alegria da torcida, que, aos 46 minutos do segundo tempo, o volante Chiquinho, posicionado no setor de meia direita, quase na ponta, fez levantamento para dentro da área e Vivinho se antecipou à zaga e escorou para o fundo da rede, garantindo a vitória alviverde por 1 a 0, resultado que deixava o Verdão a 90 minutos do título inédito.
Em 1 de abril o cenário da decisão era o Mangueirão em Belém, o Uberlândia era tratado como os caipiras do interior pela imprensa paraense que dava como certa o título ao Remo, porém em um jogo bastante truncado o Uberlândia segurou o clube do Remo. Desesperados com o resultado dirigente do Remo atrasaram o marcador no estádio de 46 do segundo tempo para 42 tentando confundir a arbitragem, porém isso não ocorreu e o árbitro encerrou o jogo no momento certo. Revoltados torcedores do Remo invadiram o campo e agrediram jogadores do Uberlândia; nesse tumulto os jogadores ficaram acuados nos vestiários até de madrugada sendo que dois jogadores do alviverde foram presos acusados da morte de um torcedor, o que foi desmentido pela perícia médica que determinou a morte do torcedor que estava alcoolizado por um aneurisma cerebral.

#### Título brasileiro e Taça de Ouro
Na chegada, a torcida fez festa desde a goiana Catalão com uma carreata na estrada e até mesmo um desfile em carro aberto pelas ruas centrais da cidade uberlandense. Essa data ficaria marcada para sempre na história do clube. Era uma conquista inédita que garantiu ainda uma participação na Primeira Divisão. O Verdão voltava para a elite do futebol nacional, sendo um dos 16 melhores da Taça Ouro de 1984.
Na Taça de Ouro o Uberlândia entrou na terceira fase em um grupo com Coritiba, Fortaleza e Vasco da Gama; após um empate sobre o Coritiba, o Uberlândia necessitava de uma vitória para avançar na competição, porém a equipe a ser batida era o Vasco em pleno Rio de Janeiro, feito que não foi conseguido pela equipe de Minas, com a vitória do Coritiba sobre o Fortaleza a equipe foi eliminada terminando o Brasileiro em 16º.

### 1985 a 2000: Tempo de grandes disputas
Depois do título de 1984, o Uberlândia garantiu lugar na elite do Campeonato brasileiro de 1985. Antes disso pelo campeonato mineiro a equipe terminou na sétima colocação do torneio. Na elite nacional a equipe foi eliminada na primeira fase e terminou o campeonato em 33º.
Em 1996, a equipe fez uma boa participação no mineiro e terminou em 32⁰ na Série C do mesmo ano. O ano de 1997 marcou o primeiro rebaixamento do Uberlândia desde quando conquistou o acesso em 1962 no Campeonato Mineiro, na série C a equipe foi eliminada nas quartas de finais terminando em 5º lugar. O ano de 1998 foi um ano ruim para o Uberlândia que não conseguiu o acesso para a primeira divisão do estadual. Em 1999, a equipe conseguiu o acesso para o Módulo I novamente e foi campeão do Módulo II do mesmo ano.
O ano de 2000, marcou a participação da Copa João Havelange. A equipe estava no Módulo Verde e Branco; a equipe foi vice-campeã após um empate com o Malutrom em Uberlândia e uma derrota em Curitiba.

### 2001 a 2010: Entre quedas e acessos
Em 2001 pelo campeonato mineiro o Uberlândia terminou na nona colocação e escapou do rebaixamento. Já pela Série C a equipe avançou na primeira fase que continha apenas equipes mineiras, porém foi eliminada na segunda fase em um grupo composto por equipes como Mogi Mirim, Brasil de Pelotas e Tubarão-SC.
Em 2002 novamente o Uberlândia foi rebaixado para o Módulo II do campeonato mineiro, ficando na lanterna da competição. Pelo brasileiro da Série C a equipe foi eliminada ainda na primeira fase da competição.
Em 2003 pelo módulo II a equipe avançou da primeira fase, porém não conquistou o sonhado acesso à elite mineira. Pela Série C do mesmo ano a equipe avançou da primeira fase em primeiro do seu grupo; porém no mata-mata a equipe foi eliminada pelo CFZ-DF perdendo os jogos de ida e volta. Na Taça Minas Gerais do mesmo ano a equipe sagrou-se campeão após vencer o Araxá fora de casa e empatar por 3 a 3 no Parque do Sabiá garantindo vaga na Copa do Brasil de 2004.
Em 2004 pelo Módulo II o Uberlândia novamente avança na primeira fase porém não conquista o acesso. Já pela Copa do Brasil a equipe foi eliminada pelo Juventude com uma derrota de 3 a 0 não sendo necessário segundo jogo. Em 2005 pelo Módulo II a equipe conquistou o acesso na última rodada diante o Social no Estádio Louis Ensch em Coronel Fabriciano, após um empate em 1 a 1.
Em 2006 a equipe foi novamente rebaixada no campeonato mineiro e disputou por mais dois anos seguidos o Módulo II do campeonato mineiro, conquistando o acesso novamente em 2008 diante sua torcida contra a União Luziense.
Em 2009 a equipe volta a elite e termina na nona colocação e garantindo vaga na Série D do mesmo ano. Pelo torneio nacional o Uberlândia avanaçou na primeira fase, mas acabou sendo eliminado pelo Araguaia na segunda fase.
Em 2010 pelo campeonato mineiro mais decepções, a equipe foi rebaixada conquistando apenas uma vitória na competição. O Uberlândia  Esporte perdeu o título da Taça Minas Gerais para o Uberaba jogando em seus domínios e perdendo de 1 a 0 com um gol contra do zagueiro Matheus.

### 2011 a 2015: Módulo II
Após o rebaixamento no Módulo I de 2010, o Uberlândia tentava dar a volta por cima e se reafirmar no cenário do futebol, porém gestões anteriores do time fadaram a equipe a diversos problemas.

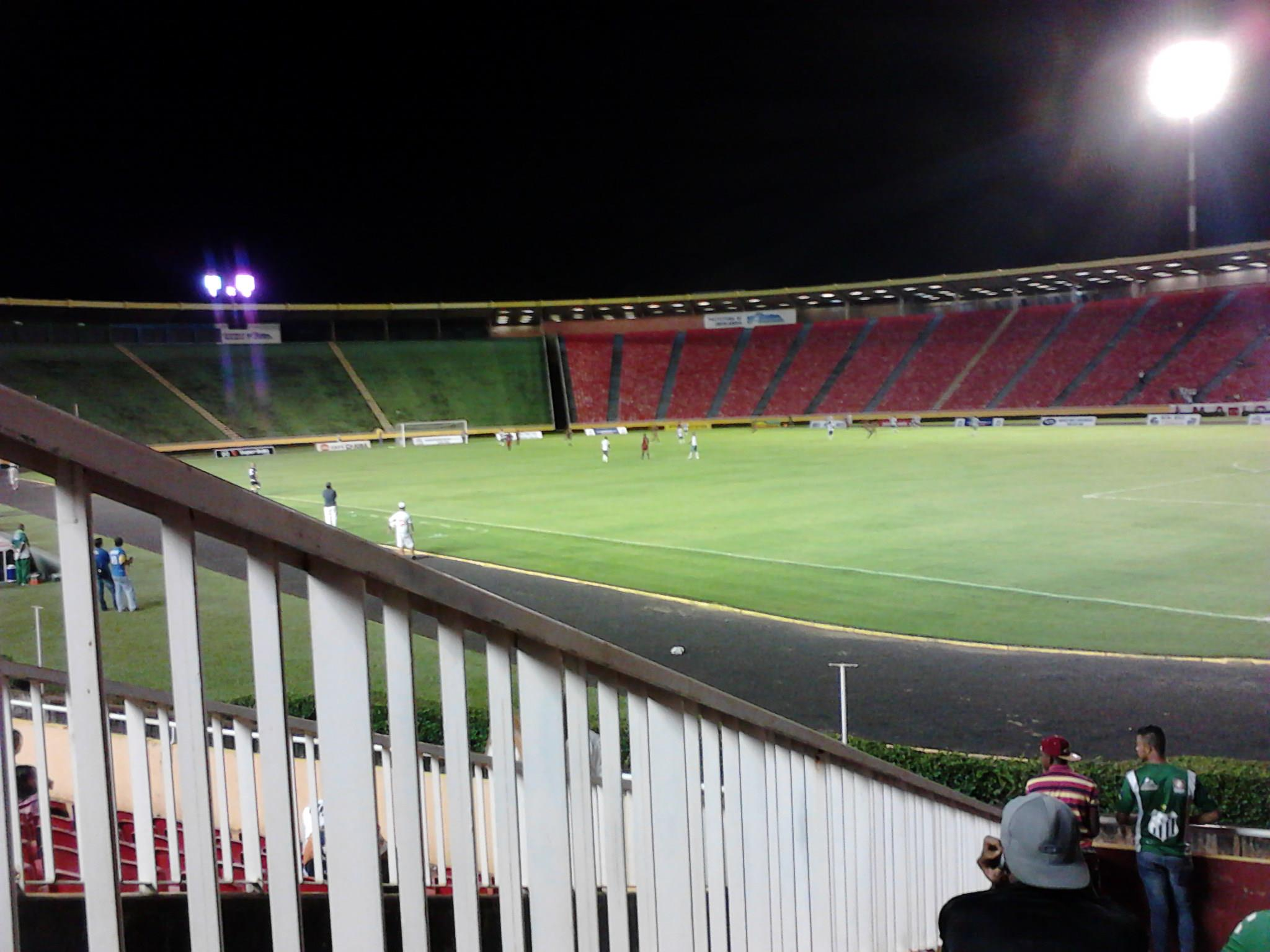
Uberlândia 1x1 Patrocinense, em 2014.

Em 2011, a equipe sobrou na primeira fase, porém diminuiu o rendimento na segunda fase e diante equipes considerada fracas acabou fadado a disputar novamente a segunda divisão.
Em 2012, a equipe novamente ficou fadada a disputar pela terceira vez consecutiva o Módulo II, isso porque não avançou de fase devido a um empate com o time de juniores do Funorte. Na Taça Minas do mesmo ano, a equipe foi eliminada nas semifinais após uma derrota por 3 a 2 em pleno Parque do Sabiá para o time do Villa Nova.
O ano de 2013 foi de sofrimento novamente para os torcedores de Uberlândia que tiveram que esperar, mais um ano para comemorar a volta à elite. Em 2014, à equipe avançou para o Hexagonal Final e na segunda fase, até as últimas rodadas ia colocando um pé na elite. A euforia da torcida tomava conta da cidade, à confiança sobre o time treinado pelo ídolo Zecão era grande. Na última rodada o Uberlândia necessitava de apenas um empate para garantir sua vaga na elite; o alviverde ia ganhando do já eliminado Montes Claros, porém nos momentos finais do jogo o Montes Claros consegue a virada e estraga a festa do torcedores. Após o vexame que ocorreu em Montes Claros, muitos torcedores perdiam a fé na equipe alviverde e a morte do treinador Zecão, anunciava uma época de dores para os torcedores do Uberlândia.

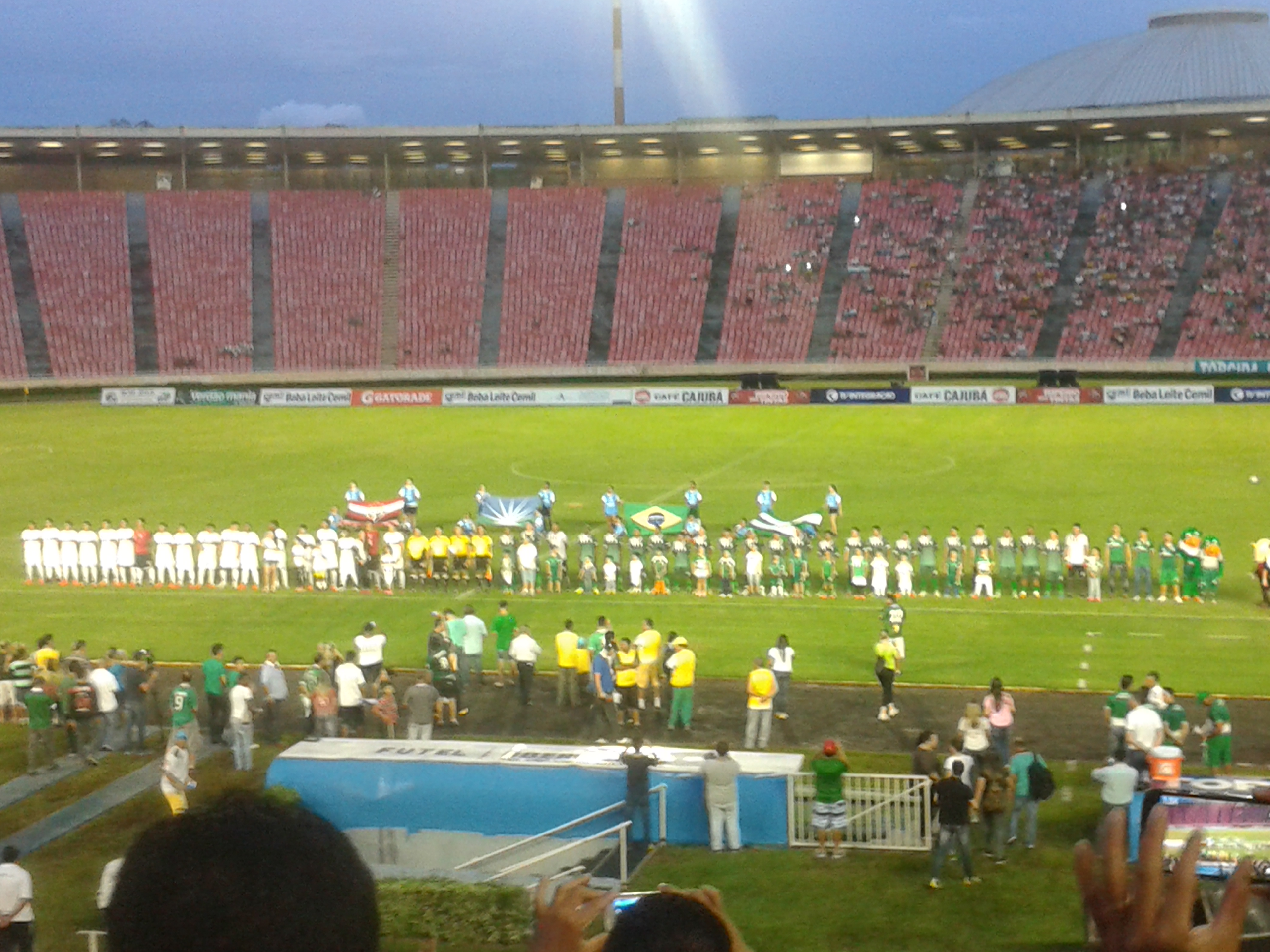
Amistoso entre Uberlândia e São Paulo em 2015.

Na estreia do Módulo II de 2015, o dérbi entre UEC e CAP terminou com a vitória do CAP gerando um protesto por parte das torcidas organizadas do UEC, que pediam respeito com a camisa do time. A atitude surgiu efeito e com a mudança no comando da equipe, saindo Paulinho MacLaren e entrando Paulo Catanoce, o time conquistou a primeira posição na fase inicial. O início do hexagonal final foi conturbado, com 3 derrotas nas 4 primeiras rodadas, além de uma virada inacreditável na derrota por 5-4 diante o Tricordiano. Outro protesto ocorrido nas dependências do clube gerou uma reação em cadeia por parte da torcida e do time que culminou em 6 vitórias seguidas, o título do Módulo II e consequentemente o acesso à primeira divisão.

### História recente
Em 2016, a Universidade do Futebol tomou a dianteira no departamento de futebol do Uberlândia. O clube retornou a elite do Campeonato Mineiro, após sua última participação em 2010, na derrota contra o Atlético-MG no Parque do Sabiá com gol nos minutos finais. Após a derrota o time conquistou 4 vitórias seguidas que culminaram na liderança do campeonato ao fim da quinta rodada, porém seis derrotas seguidas marcaram o restante do campeonato ao clube, sendo salvo do rebaixamento pela vitória do Cruzeiro diante o Boa Esporte.
Em 2017, o departamento de futebol voltou a ser gerido pelos diretores do clube e nenhuma parceria foi firmada para o campeonato. O retorno do técnico Paulo César Catanoce e a montagem de uma equipe mesclada com jogadores já conhecidos da torcida foi a responsável por colocar o Uberlândia novamente em uma divisão do campeonato brasileiro. A vaga para a Série D 2018 foi conquistada após o empate diante o Tupi no Parque do Sabiá, encerrando assim o ano com a 6ª colocação no estadual.
Em 2018, na copa do Brasil, o jogo de estreia foi diante do Ituano, o Uberlândia venceu pelo placar de 2 a 0 o time de Itu, passando a fase seguinte onde enfrentou o Coritiba e acabou eliminado. Acabou sendo rebaixado no Campeonato Mineiro.
Em 2019 conquistou o acesso após uma vitória de 3 a 0 sobre o Serranense. Em 2020, com o título da Taça Inconfidência, o clube garantiu uma vaga na Série D 2021.
Em 2021, pela disputa da Série D, o clube quase chegou ao acesso à terceira divisão nacional. Na fase decisiva, que valia o acesso para a Série C do próximo ano, o duelo contra a Aparecidense foi marcado pelo equilíbrio. No jogo da ida, em Uberlândia, o time goiano fez 1 a 0 e ficou em vantagem. Na volta, em Aparecida de Goiânia, o empate em 1 a 1 acabou com o sonho do Uberlândia de subir à Série C do Brasileiro.
Em 2022 foi rebaixado no Campeonato Mineiro. O Uberlândia conseguiu voltar à elite do Campeonato Mineiro em 2023. A vitória sobre o Betim na última rodada do hexagonal final do Módulo II fez o Verdão empatar em pontos com o rival e conseguir o acesso pelo saldo de gols.

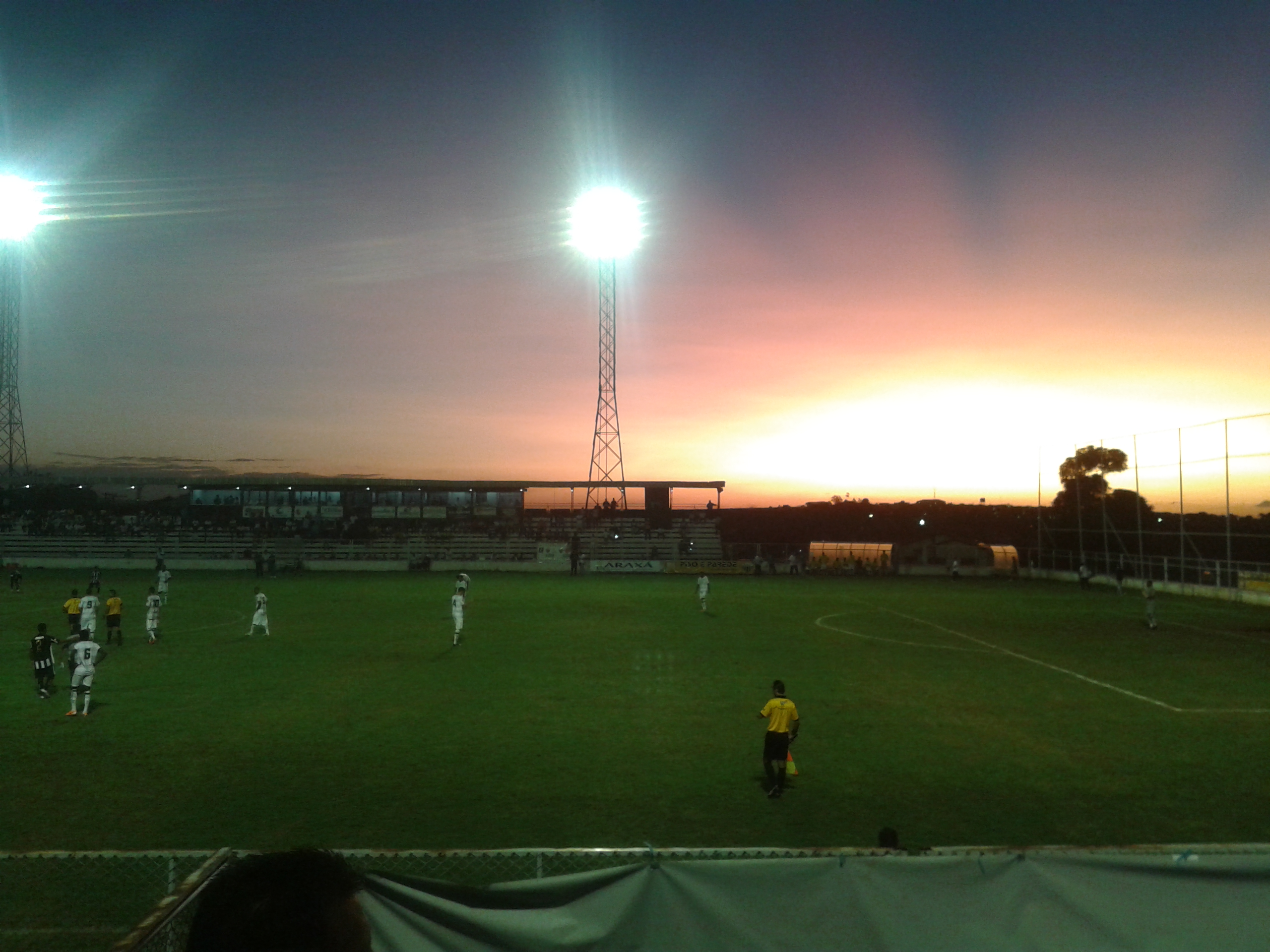
Jogo entre Araxá e Uberlândia pelo hexagonal final em Araxá.

## Símbolos

### Escudo
O escudo do Uberlândia Esporte Clube, que possui as cores verde e branco, é a principal marca do clube. De modo comum, o escudo é formado por faixas verticais e alternadas entre verdes e brancas — 5 faixas brancas e 4 faixas verdes — com uma faixa branca na diagonal, acima das faixas verticais, no sentido inferior esquerdo para sentido direito superior e com a inscrição "U.E.C." no meio. Uma estrela na parte superior, na cor amarela, simboliza o título de campeão da Taça CBF, de 1984, o principal título da equipe. Em alguns escudos, uma estrela, na cor azul, divide espaço com a estrela amarela, sendo esta simbolizada pelo título da Taça Minas, de 2003. Com o passar dos tempos, o escudo sofreu diversas modificações.

### Mascote

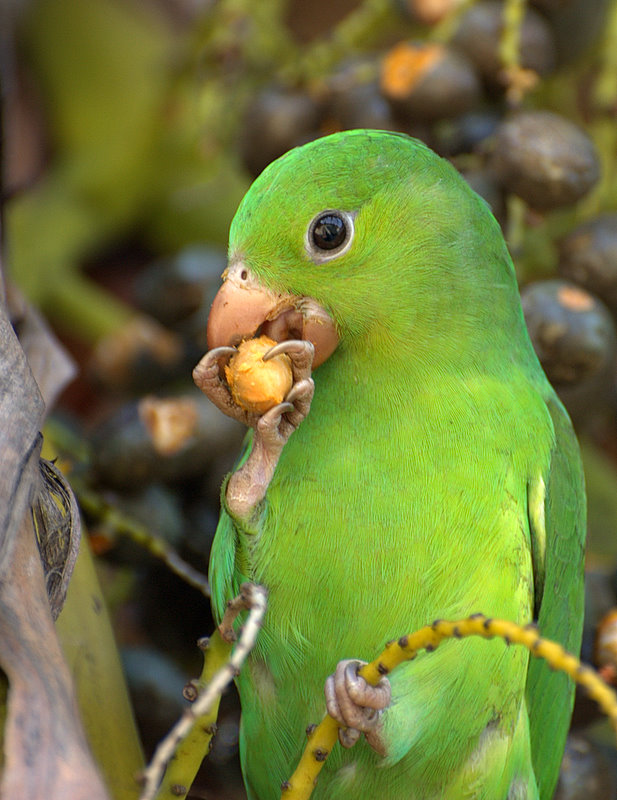
Periquito-Rico ou periquito-verde, espécie endêmica no Brasil.

O mascote principal do Uberlândia é o periquito. A mascote vem sendo utilizada, há algumas décadas, como um dos símbolos do UEC, devido à cor verde predominante do animal e a grande população dessas aves na cidade de Uberlândia. O periquito remete à esperança, a vontade de voar alto, ou seja, ser campeão.

### Hino
O hino do Uberlândia Esporte Clube foi criado de uma composição de Moacir Lopes e ressalta a luta, a garra da equipe e o amor de sua torcida.
| Hino do Uberlândia Esporte Clube |
| --- |
| Refrão 𝄆 Para a glória, com os louros da vitória, Uberlândia, Uberlândia, Uberlândia O Periquito, o mais querido e forte! Furacão, Uberlândia Esporte! 𝄇 𝄆 Como ontem, a luta é a mesma agora, Pendão alvi-verde desfraldado, Com mais ardor, mais vitórias, Honrando as glórias do passado. 𝄇 I Nossa torcida é vibrante: A velha guarda e a mocidade… Vê no brasão que é tão amado, O amor, o sangue e o valor da cidade. Nossa torcida venera Velhas batalhas e seus troféus De companheiros de outrora, Que nos ajudam lá do céu. Refrão |

## Títulos
| NACIONAIS  | NACIONAIS                       | NACIONAIS | NACIONAIS                     |
| Competição | Competição                      | Títulos   | Temporadas                    |
| ---------- | ------------------------------- | --------- | ----------------------------- |
|            | Campeonato Brasileiro - Série B | 1         | 1984                          |
| ESTADUAIS  |                                 |           |                               |
| Competição | Competição                      | Títulos   | Temporadas                    |
|            | Taça Minas Gerais               | 1         | 2003                          |
|            | Campeonato Mineiro - Módulo II  | 3         | 1962, 1999 e 2015             |
|            | Campeonato Mineiro do Interior  | 5         | 1968, 1970, 1979, 1983 e 1986 |
|            | Taça Inconfidência              | 1         | 2020                          |
|            | Torneio Início                  | 1         | 1983                          |

### Outras Conquistas
- Taça José Elias Cury: 2015.
- Torneio Início de Uberlândia: 1944.

## Campanhas de destaque

### Nacionais
- Vice-campeão do Campeonato Brasileiro - Série C Módulo Azul e Branco*: 2000.
- Vice-campeão do Campeonato Brasileiro - Série B Módulo Branco*: 1987.

(*)Essas competições não são reconhecidas oficialmente pela CBF como Segunda Divisão e Terceira Divisão do Campeonato Brasileiro .

### Estaduais
- Vice-campeão da Taça Belo Horizonte: 1971.
- Vice-campeão da Taça Minas Gerais: 1981 e 2010
- Vice-campeão do Campeonato Mineiro - Módulo II: 2005, 2008, 2019 e 2023
- Vice-campeão do Troféu Inconfidência: 2025

## Estatísticas

### Participações
|  | Participações em 2025 |

| Competição   | Competição            | Temporadas | Melhor campanha             | Estreia | Última | P | R |
| Minas Gerais | Campeonato Mineiro    | 51         | 3º colocado (1968 e 1986)   | 1963    | 2025   |   | 6 |
| Minas Gerais | Módulo II             | 15         | Campeão (1962, 1999 e 2015) | 1961    | 2023   | 7 | – |
| Minas Gerais | Taça Minas Gerais     | 21         | Campeão (2003)              | 1975    | 2012   |   |   |
| Minas Gerais | Troféu Inconfidência  | 3          | Campeão (2020)              | 2020    | 2025   |   |   |
| Brasil       | Campeonato Brasileiro | 4          | 9º colocado (1979)          | 1978    | 1985   |   | – |
| Brasil       | Série B               | 6          | Campeão (1984)              | 1980    | 1989   | 1 | – |
| Brasil       | Série C               | 8          | Vice-campeão (2000)         | 1994    | 2003   | – | – |
| Brasil       | Série D               | 4          | 7º colocado (2021)          | 2009    | 2025   | – |   |
| Brasil       | Copa do Brasil        | 3          | 2ª Fase (2018)              | 2004    | 2021   |   |   |

Legenda:
| Campeão Vice-campeão Eliminado na semifinal promovido a divisao nacional(Serie D) do ano seguinte | Classificado à Copa Libertadores da América pela campanha no Campeonato Brasileiro Classificado à Copa Libertadores da América pelo título da Copa do Brasil ou Copa Libertadores Classificado à Copa Sul-Americana ou Copa do Brasil | Campeão do Interior Rebaixado à divisão inferior Campeão e promovido à divisão superior Promovido à divisão superior |